# Sarila
Sarila é uma cidade e uma nagar panchayat no distrito de Hamirpur, no estado indiano de Uttar Pradesh.

## Geografia
Sarila está localizada a 25° 46′ N, 79° 41′ L. Tem uma altitude média de 129 metros (423 pés).

## Demografia
Segundo o censo de 2001, Sarila tinha uma população de 7858 habitantes. Os indivíduos do sexo masculino constituem 53% da população e os do sexo feminino 47%. Sarila tem uma taxa de literacia de 49%, inferior à média nacional de 59.5%: a literacia no sexo masculino é de 64% e no sexo feminino é de 33%. Em Sarila, 17% da população está abaixo dos 6 anos de idade.